# Гедвігія війчаста
Гедвігія війчаста (Hedwigia ciliata) — вид мохів порядку гедвігіальних (Hedwigiales).

## Поширення
Батьківщиною є Європа, Північна Америка.
Населяє сухі породи, кислі породи (гранітні, осадові), конгломерати, вапняк, ґрунт, скелі, сухі сонячні брили, у лісі на кислих льодовикових ератичних породах, стовбури та гілки дерев, узбіччя асфальтованих доріг; від низьких до високих (0–2300 м).

## Галерея

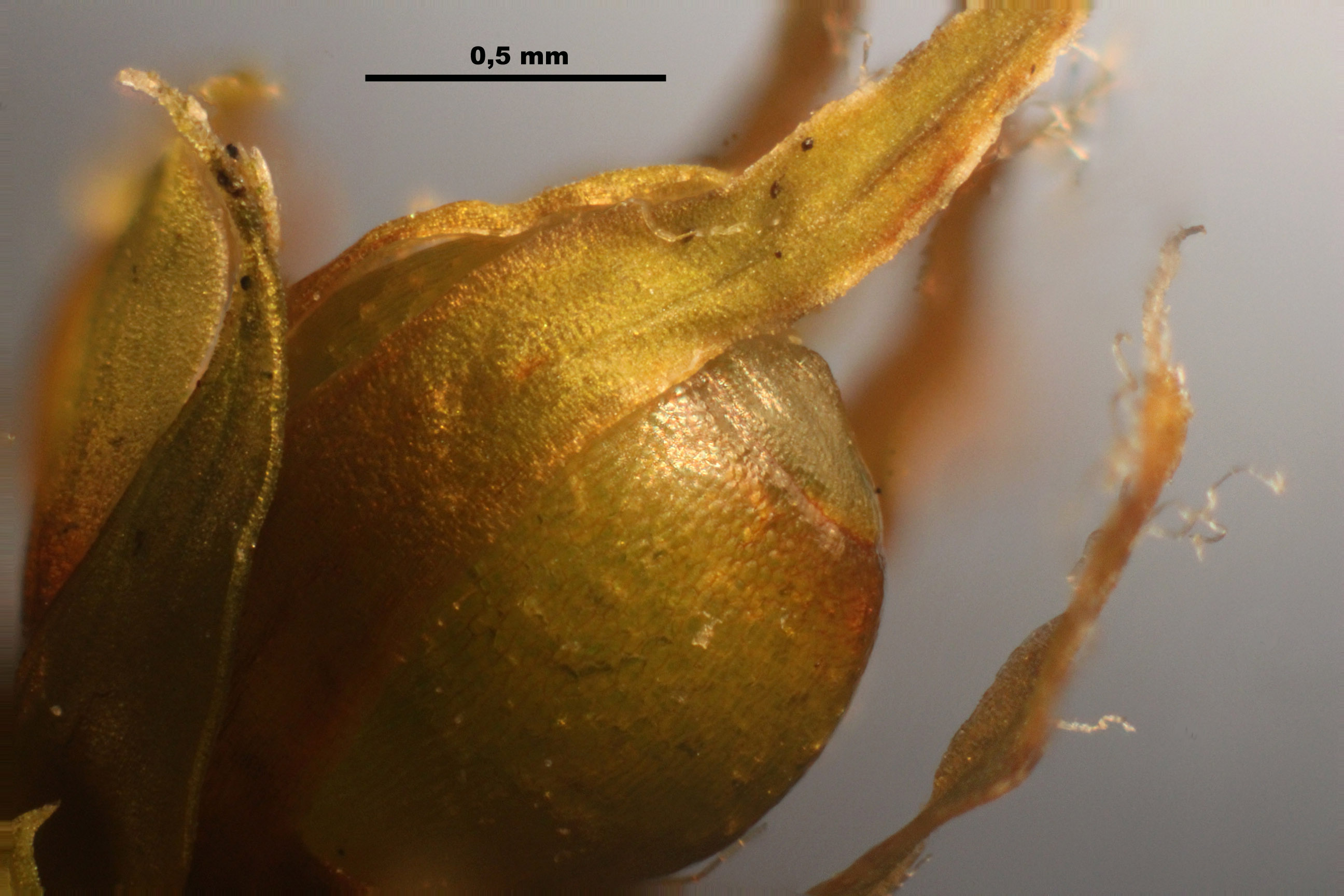
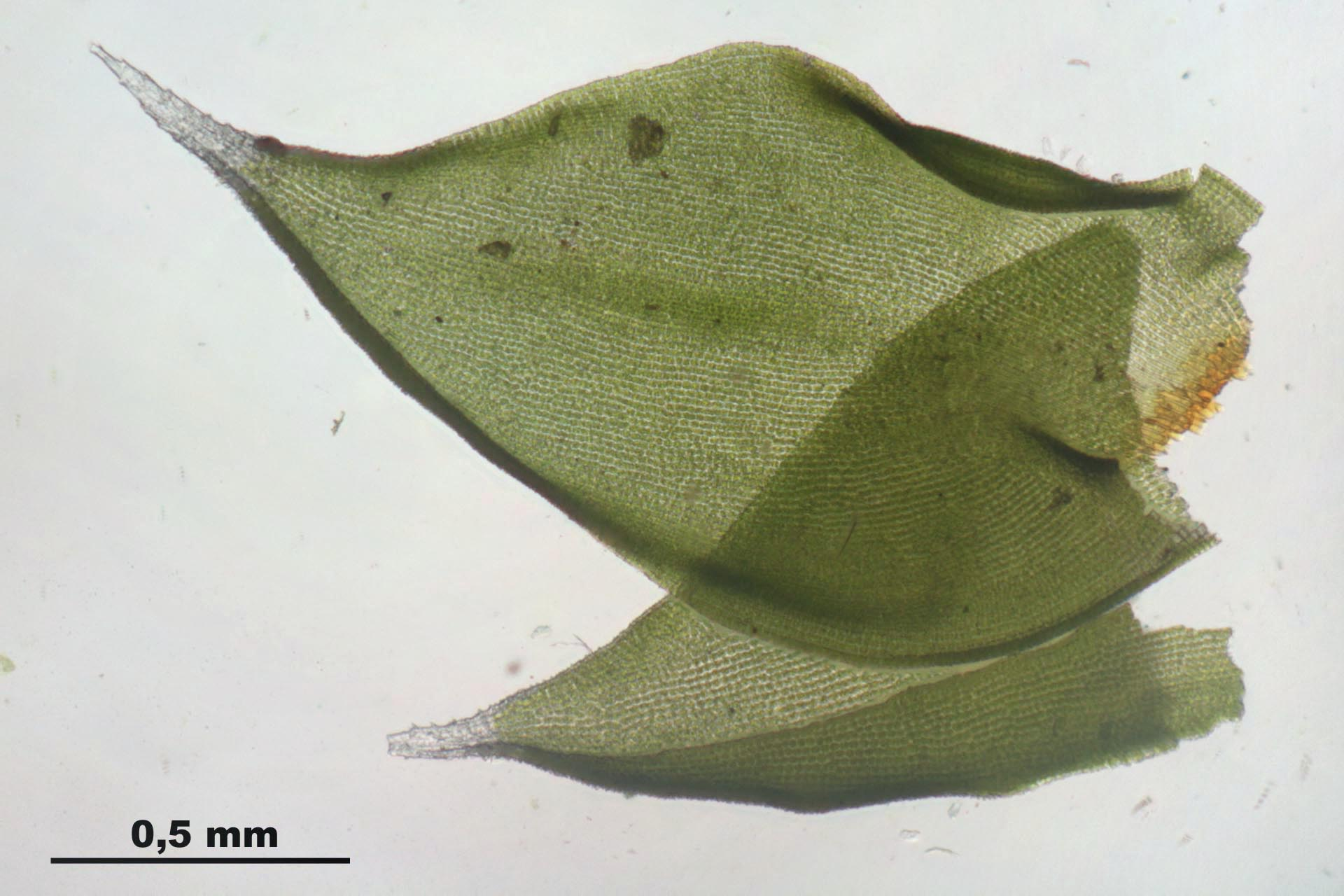

## Характеристика
Листки 1.5–3 мм; краї широко загнуті до 1/3 довжини листка, верхівка прямовисна, прямовисно-розпростерта.